# Karaman (tartomány)
Karaman tartomány Törökország egyik tartománya a Közép-anatóliai régióban, székhelye Karaman városa. Északon Konya, délnyugaton Antalya, délkeletre Mersin határolja.

## Körzetei
A tartománynak hét körzete van:
- Ayrancı
- Başyayla
- Ermenek
- Karaman
- Kazımkarabekir
- Sarıveliler
- Görmeli

## Képek

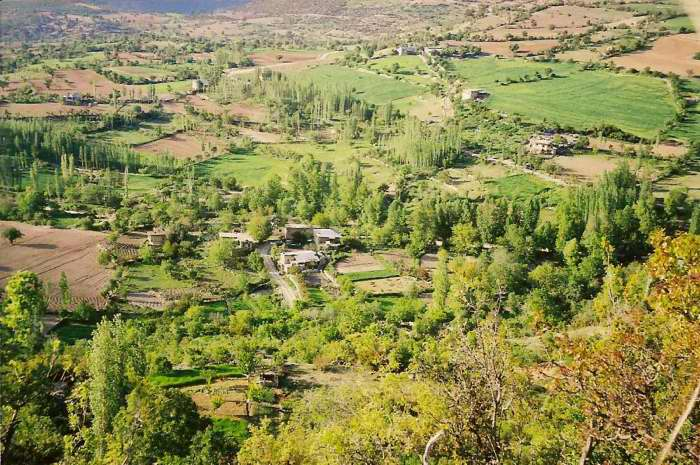
Görmeli falu látképe
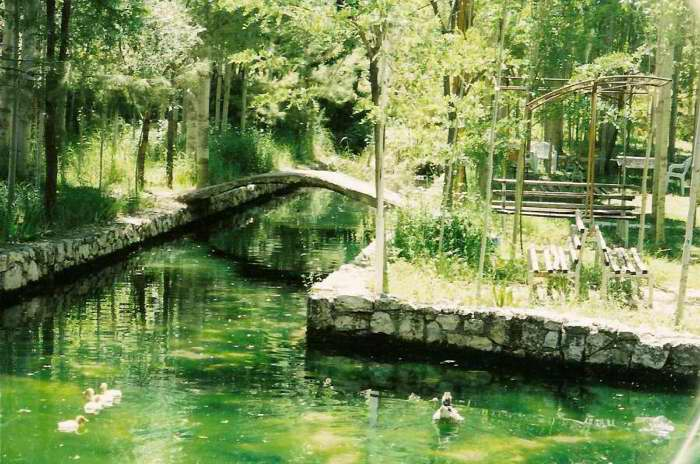
Szabadtéri kávéház Görmeliben
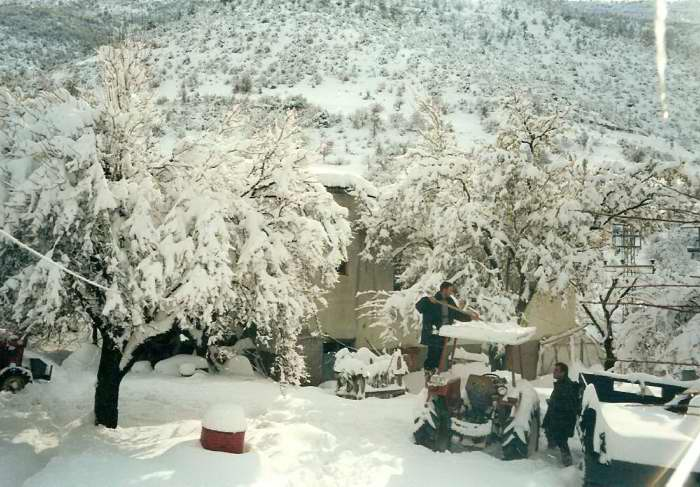
Tél Karaman tartományban